# هنري وايت (دبلوماسي)
هنري وايت (بالإنجليزية: Henry White)‏ هو دبلوماسي أمريكي، ولد في 29 مارس 1850 في بالتيمور في الولايات المتحدة، وتوفي في 15 يوليو 1927.